# حمد الغامدي
حمد صالح الغامدي، لاعب كرة قدم سعودي يلعب في نادي قلوة.

## مسيرة اللاعب
بدأ في الفئات السنية في نادي الاتحاد و انضم لبرنامج الابتعاث السعودي لكرة القدم 2019 مع مجموعة من اللاعبين للابتعاث الخارجي لاكتساب الخبرات و المشاركة أمام فرق من مختلف الدرجات في إسبانيا وغيرها من الدول الأوروبية.

### نادي الشباب
عاد من الابتعاث و وقع مع نادي الشباب في صيف 2020 و أعير إلى نادي الشعلة ونادي الترجي ونادي الانتصار ونادي قلوة.